# نبي أيلا
نبي أيلا هي إحدى القرى اللبنانية من قرى قضاء زحلة في محافظة البقاع.
تبعد نبي ايلا 56 كلم (34.7984 مي) عن بيروت عاصمة لبنان. ترتفع 1050 م (3445.05 قدم - 1148.28 يارد) عن سطح البحر وتمتد على مساحة 415 هكتاراً (4.15 كلم²- 1.6019 مي²).